# Dictionnaire comparatif de toutes les langues et dialectes
Le Dictionnaire comparatif dans toutes les langues et dialectes, rédigé par Peter Simon Pallas, est un des premiers glossaires multilingues publiés au monde. Son titre original est en deux langues : en russe Сравнительные словари всех языков и наречий, собранные десницею всевысочайшей особы, en latin Linguarum totius orbis vocabularia comparativa,. Il comprend deux volumes, imprimés à Saint-Pétersbourg en 1787-1789. L'ouvrage est considéré comme une des premières bases pour l'étude comparative des langues et du développement des études linguistiques.

## Histoire
L'impératrice Catherine II est la commanditaire de cet ouvrage. Dans les années 1780, elle demande à son ami Peter Simon Pallas, membre de l'Académie des sciences de Saint-Pétersbourg, botaniste, géographe et zoologiste, de réunir en un ouvrage un glossaire d'environ deux cents langues. Dans sa préface, Pallas explique que l'impératrice elle-même a fourni une première liste de mots russes « pour être traduits et comparés dans toutes les langues connues ». La deuxième partie du titre complet remercie l'impératrice sans la nommer : (...) collectés par une illustre personne.
Le Dictionnaire de Pallas s'inscrit dans une suite de publications dans le même domaine. En Russie, il fait suite à une précédente compilation des langues connues réalisée par Friedrich Nicolai à la demande de l’impératrice, à laquelle il remet le manuscrit de ses recherches rédigé en français en 1785. En Italie, Lorenzo Hervás y Panduro publie en 1787 un vocabulaire polyglotte (Vocabolario, Poliglotto, con prolegomeni sopra più de CL lingue).
Plusieurs raisons expliquent le soutien de Catherine II à ce projet. L'impératrice s'intéresse aux langues, en particulier à la question d'une origine commune de toutes les langues, abordée par exemple par Antoine Court de Gébelin, dont elle a lu les travaux. Il s'agit également d'établir que c'est la langue russe qui est à l'origine de nombreuses autres langues.

## Description et importance
La première édition (1787-1789) consiste en deux volumes. En 1791, une seconde édition, revue et corrigée, est publiée en quatre volumes sous la direction de Theodor Jankowitsch de Miriewo (de).
La préface de la première édition est écrite en russe et en latin, et les pages présentent la traduction de cent trente mots russes (de Dieu, le premier mot, à verdure, le dernier), numérotés et repris dans le même ordre pour chaque langue. La première liste concerne le slave-russe, la dernière le sandavitche (sic).
Toutes les entrées du dictionnaire, quelle que soit la langue de traduction, sont transcrites en alphabet cyrillique. Volney note que le choix de l'alphabet cyrillique en rend la lecture ardue pour les habitués de l'alphabet latin et que se pose la question de la transcription de la prononciation.
Les problèmes de transcription et de lecture de l'alphabet cyrillique, et le manque d'homogénéité de l'ensemble, ont limité le retentissement de cet ouvrage. Cependant, ce dictionnaire représente une étape importante dans le développement de la méthode comparatiste des langues. En 1851. le philologue Jacob Grimm notait : « Il ne fait pas de doute que la parution du dictionnaire de Saint-Péterbourg de 1788 à 1790 (sic) sur ordre de Catherine II, même s'il fut composé à partir de principes imparfaits, a dans l'ensemble favorisé le développement ultérieur de la comparaison des langues ».